# Monte d'Oro (navire de 1970)
Pour les articles homonymes, voir Monte d'Oro (homonymie).
 (décembre 2017).
Si vous disposez d'ouvrages ou d'articles de référence ou si vous connaissez des sites web de qualité traitant du thème abordé ici, merci de compléter l'article en donnant les références utiles à sa vérifiabilité et en les liant à la section « Notes et références ».
Le Monte d'Oro était un cargo roulier ayant appartenu à la Compagnie générale transméditerranéenne (CGTM). Mis en service en 1970, il sera transféré en 1976 au sein de la Société nationale maritime Corse-Méditerranée (SNCM). Vendu en 1984 à une société libanaise, il sera, par la suite, revendu à plusieurs reprises. Il terminera sa carrière en 2012 sous pavillon grec.

## Histoire

### Origines
En 1955, la Conférence maritime continent - Corse regroupant la Compagnie générale transatlantique , la Compagnie méridionale de navigation (CMN) et l’armateur niçois Pittaluga (future SoMeCa) est créée. Les trois s’engagent à coordonner leurs services, améliorer la desserte de tous les ports corses et promouvoir une politique de transport adaptée aux besoins de l’île, le tout dans le cadre d’une grille tarifaire approuvée par le ministère de la Marine marchande. En 1964, la Transat et la Méridionale décident conjointement de renouveler leurs flottes de cargos respectives. La Transat envisage dans un premier temps la mise en service de deux cargos, l’un spécialement orienté vers le transport du surplus des véhicules en été et l’autre transportant des marchandises toute l’année. Le premier d'entre eux, l‘Estérel, entre en service en 1967 tandis que le second, le Monte Cinto, entame sa carrière en 1969. Cependant, ces deux nouvelles unités ne suffisent pas, Les cargos classiques (Ville de Québec, Toggourt ou Blida) ne peuvent faire face à la demande de transport de voitures, rolls et marchandises. Il est urgent de se doter d’un nouveau cargo roll on/roll off. La direction décide donc d’affréter coque nue un cargo, initialement pour un an. Ce sera un navire allemand, le Travetal, qui remplacera le Ville de Québec. 
Disposer d’un cargo supplémentaire répond à une nécessité pour l’ensemble du réseau, en particulier pour la Corse. Le transport sans rupture de charge se développant, la Transat se doit d’engager les moyens suffisants et de retrouver sa part de trafic fret lors de la constitution de la Conférence continent - Corse. Part qui s’est considérablement amoindrie en raison de l’augmentation du trafic des véhicules passagers, satisfait en priorité, alors qu’en même temps la Méridionale renforçait ses moyens. Sur l’Afrique du nord, la Transat se doit également de conserver un cargo, au moins pendant la période de l’année où le trafic est le plus important. Mais les navires classiques sont dépassés. En mettant en service sur la Corse un navire mieux adapté que l’Estérel au transport des véhicules lourds, celui-ci pourra alors être transféré sur les lignes du Maghreb. Avec une unité supplémentaire, les rôles seront redistribués avec la Méridionale qui assurera la desserte des ports secondaires et le transport des produits lourds ou dangereux, comme initialement prévu dans la Convention. Cette troisième unité, baptisée Monte d'Oro, va permettre ainsi d’affirmer la position de la compagnie sur les deux trafics.

### Construction
Le contrat de construction du Monte d'Oro est signé le 14 février 1969. Signé par la Transat, ce contrat sera repris quelques mois plus tard par la CGTM à sa création. Le navire est mis sur cale le 30 septembre 1969 aux chantiers Shultz & Burns à Emden en Allemagne et lancé le 17 février 1970. Les essais à la mer ont lieu le 23 et 28 avril 1970. Le Monte d’Oro est livré le 30 avril 1970.

### Service
Le 29 avril 1970, le Monte d'Oro est francisé provisoirement en présence du consul de France à Hambourg. Il quitte Emden le 30 avril à 18h00 pour Marseille avec à son bord des véhicules neufs et des remorques destinés à être débarqués à Anvers. Le navire fait par la suite escale à Lisbonne et Alger. Il arrive pour la première fois dans son port d’attache le 11 mai à 9h15. Le navire effectue son premier voyage commercial le 13 mai à destination d’Ajaccio Le 27 mai, le navire est présenté aux principales personnalités du monde maritime et commercial ainsi qu’à la presse. Le baptême du navire et sa bénédiction par l'Abbé Party, aumônier du Port autonome de Marseille, se sont déroulés lors de cette manifestation. C’est Mme Léon Bétous, épouse du président du Port autonome et également administrateur de la CGTM, qui a accepté d’être la marraine du Monte d'Oro. Dès le début du mois de juin, un bungallow pour huit convoyeurs est installé en pontée, accolé au château.
Le 19 juillet 1974, entre Marseille et Ajaccio, l’équipage du voilier Lotus est sauvé au moyen de l’embarcation pneumatique du bord.
Lors de la saison 1975, le navire participe à une campagne d’observation des cétacés en relation avec le centre d’études des mammifères marins du Muséum national d'histoire naturelle. Il inaugure également le nouveau plan incliné du quai Ribotti à Nice.
Le 23 août 1979, entre Bastia et Nice, à 15h55, le Monte d'Oro est stoppé en raison d’une grave avarie machine : l’arbre manivelle est endommagé. Le lendemain, à 13h25, le remorqueur Laurent Chambon prend le cargo et le convoi se dirige alors vers Nice, atteint le lendemain à 9h00. Une fois les véhicules des passagers débarqués, le navire fait route sur Marseille toujours à la remorque du Laurent Chambon. Le remplacement du bâti moteur et de l’arbre manivelle dureront tout le mois de septembre.
Le 6 février 1984, le Monte d'Oro est vendu à la société libanaise M.Amine Hussein Ghaddar. Le navire est livré le 9 mars à Middle East Express Line Ltd, il prend alors le nom de Mounivet. 
En 1985, il devient le Lady Queen, puis en 1986 le Monte Roro. 
En janvier 1987 il s’échoue, après collision, en Méditerranée orientale. Il est ramené à Limassol, puis au Pirée où il est désarmé. 
En 1988, il est renommé Antonios. 
En 1989, il est racheté par Argo Reederer Richard Adler & Sohne et rebaptisé Antares et effectue la ligne Bremerhaven - Harwich. 
En 1994, il est vendu à Cerrmil Industry Kothalis qui le confie en gérance à Makedonian Roro Lines Shipping Co. Il est rebaptisé Makedonia 2, sous pavillon grec
En 2003, promis à la démolition aux chantiers d’Aliağa, il devient finalement le Nafplio et navigue pour le compte de New Lines Shipping, toujours sous pavillon grec.
Le navire est finalement démoli en mars 2012 aux chantiers d’Aliağa en Turquie.

## Caractéristiques
Le Monte d'Oro mesurait 72 mètres de long pour 12,40 mètres de large, son tirant d'eau était de 3,86 mètres et sa jauge brute de 2 108 UMS. Sa propulsion était assurée par un moteur MAN V8 – V22/30ATL de 2 300 Ch à 900 tours par minute. La puissance est transmise à une hélice à quatre pales Lips par l’intermédiaire d’un réducteur REUK ; entre le moteur et le réducteur se trouve un accouplement élastique Lohmann 8 Stolterfoht type Spirioflex. Le navire était également équipé d'un propulseur d’étrave LMG type Tornado de 200 Ch et de stabilisateurs par ballast de type PDC Maierform. L'accès à son garage était permis grâce à une porte arrière de 5 mètres de largeur et de 4,50 mètres de haut.

## Lignes desservies
Au début de sa carrière, le Monte d’Oro desservait essentiellement Bastia et Ajaccio au départ de Marseille et Nice (en saison).
Par la suite, pour le compte de la filiale Sudcargos, il est affecté aux lignes de l'Algérie l’hiver, tandis qu’en saison il navigue sur la Corse pour la SNCM en tant que cargo doublant.
Il sera également affrété par la Méridionale sur la Corse et une fois par la compagnie Schiaffino sur l’Algérie.
Vendu en 1984, le cargo est exploité par Middle East Express Line Ltd dans le bassin Levantin jusqu'à son avarie en 1987.
Il sera par la suite affecté à la ligne Bremerhaven - Harwich pour le compte de Argo Reederer Richard Adler & Sohne.
En 1994, le navire est racheté par une compagnie grecque et naviguera en mer Égée jusqu'en 2012.